# Брајтбрун (Доња Франконија)
Брајтбрун (њем. Breitbrunn) општина је у њемачкој савезној држави Баварска. Једно је од 26 општинских средишта округа Хасберге. Према процјени из 2010. у општини је живјело 1.054 становника. Посједује регионалну шифру (AGS) 9674118.

## Географски и демографски подаци
Брајтбрун се налази у савезној држави Баварска у округу Хасберге. Општина се налази на надморској висини од 300 метара. Површина општине износи 12,4 km². У самом мјесту је, према процјени из 2010. године, живјело 1.054 становника. Просјечна густина становништва износи 85 становника/km².